# Dolichomitus agnoscendus
Dolichomitus agnoscendus är en stekelart som först beskrevs av Per Abraham Roman 1939.  Dolichomitus agnoscendus ingår i släktet Dolichomitus och familjen brokparasitsteklar. Enligt den finländska rödlistan är arten nära hotad i Finland. Arten är reproducerande i Sverige. Artens livsmiljö är skogar. Inga underarter finns listade i Catalogue of Life.